# Унами
Унами (Delaware, Lenape, Lenni-Lenape, Unami) — мёртвый алгонкинский язык, на котором раньше говорил народ делавары (ленапе), проживающий изначально в центре и юге штата Нью-Джерси, в штате Делавэр, на востоке штата Пенсильвания; а с недавнего времени — в городах Бартлесвил в штате Оклахома, Моравиатаун (моравская индейская резервация № 47) в провинции Онтарио в Канаде и в городе Андарко в штате Оклахома в США. Унами связан с языком мунси, на котором говорят в Канаде и США. В настоящее время народ говорит на английском языке.